# Terje Hauge
Terje Hauge (Bergen, 5. listopada 1965.) bivši je norveški nogometni sudac. Dijelio je pravdu u 232 utakmice Norveške prve lige (Eliteserien) te u raznim finalima brojnih natjecanja, a ono najvažnije je finale UEFA Lige prvaka 2006. u kojem je Barcelona svladala Arsenal rezultatom 2:1. Ranije je sudio utakmicu UEFA Lige prvaka u kojoj je Barcelona igrala s Chelseajem. Na toj utakmici izravan crveni karton dobio je Chelseajev igrač Asier del Horno zbog prekršaja nad Lionelom Messijem, igračem Barcelone. Nakon utakmice dobio je smrtne prijetnje od navijača Chelseaja, no ipak je ostao pri svojoj odluci.